# 평화개발당
평화개발당(平和開發黨, 소말리어: Xisbiga Nabadda Iyo Horumarka, 영어: Peace and Development Party, PDP)은 소말리아의 이슬람 민주주의 정당이다. 2011년 4월 하산 셰흐 마하무드 현 대통령에 의해 설립되었다. 예멘의 알이슬라, 무슬림 형제단과 협력 관계를 맺고 있다.